# قره‌بلاغ علیا
قره‌بلاغ علیا، روستایی از توابع بخش کشاورز شهرستان شاهین‌دژ در استان آذربایجان غربی ایران است. زبان گفتاری مردم کردی چهاردولی و ترکی آذری است.

## جمعیت
این روستا در دهستان کشاور قرار دارد و براساس سرشماری مرکز آمار ایران در سال ۱۳۸۵، جمعیت آن ۲۰۰ نفر (۴۹ خانوار) بوده‌است.